# BYD e6

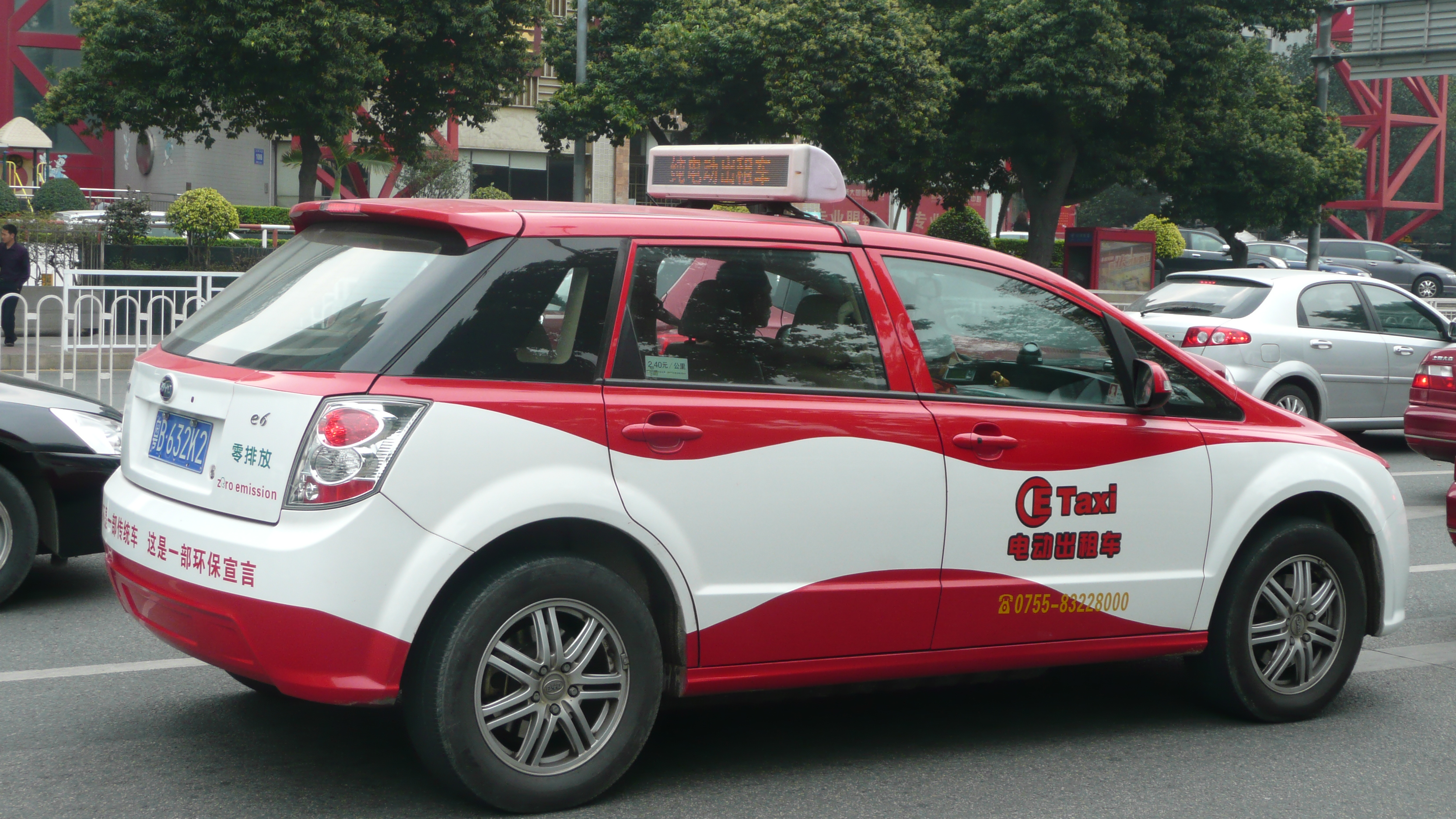
BYD e6

BYD e6 (БіАйДі е6) — повністю електричний 5-місний компактний кросовер з нульовим викидом шкідливих речовин. Прототип моделі був представлений на автосалоні в Пекіні в 2008 році. У січні 2010 року в Детройті дебютувала передсерійна версія є6, а роком пізніше — готова до масового виробництва.

## Характеристики

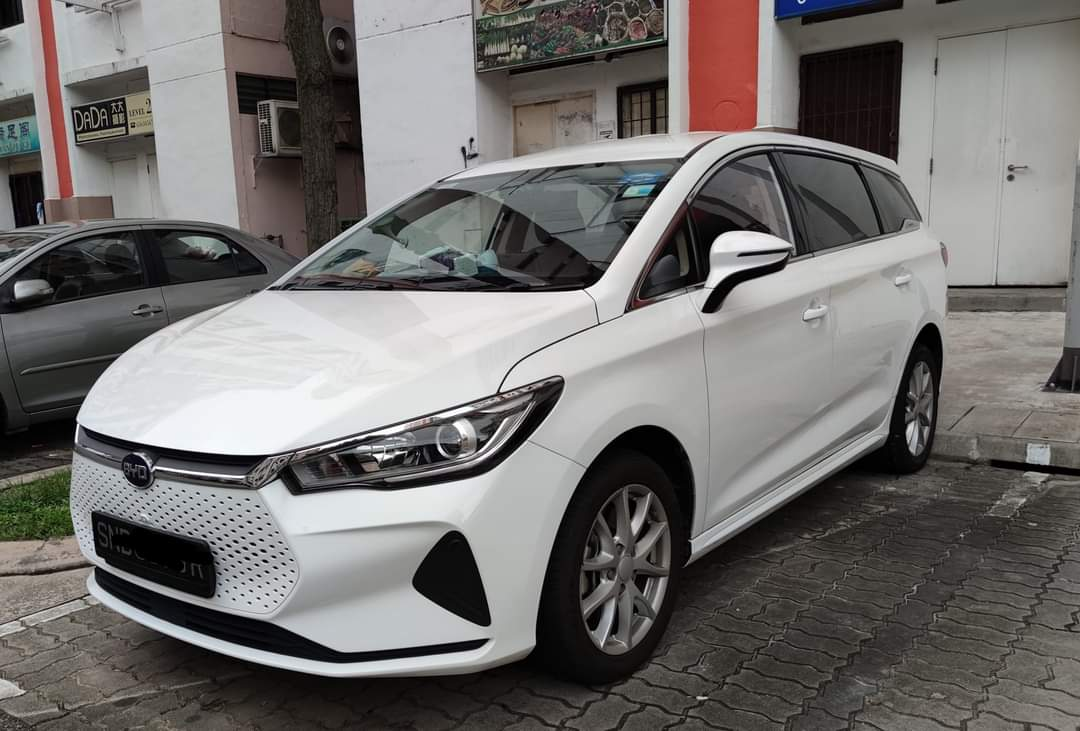
BYD e6 II

Кілька разів BYD корегувала плани, зовнішності і заявлені характеристики свого електромобіля, проте вже в травні 2010 року випустила першу партію з 50 е6, почавши масштабні випробування моделі як таксі в китайському місті Шеньчжень. За рік кросовери подолали 2780000 км, не зажадавши серйозного ремонту і не втративши своїх характеристик.

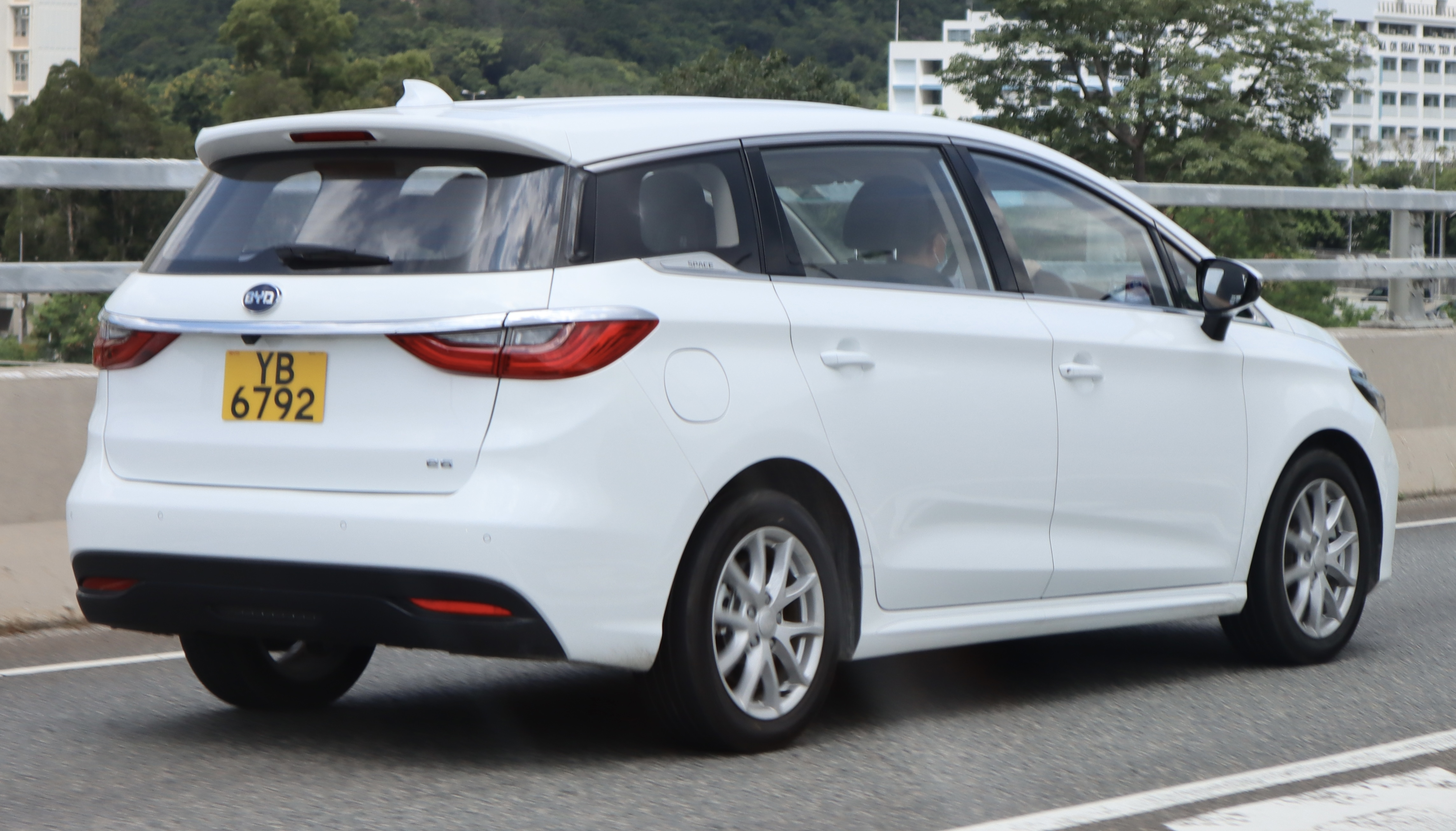
BYD e6 II

Передньопривідний БІД е6 оснащений електромотором потужністю 101 к.с. (75 кВт, 450 Нм), який живиться від залізо-фосфатного акумулятора «Fe» власної розробки. Без підзарядки електромобіль здатний проїхати в міських умовах до 300 км, розганяючись до 100 км/год за 12 секунд, а максимальна швидкість Е6 може скласти 140 км/год. Частину енергії акумулятори відновлюють за допомогою системи рекуперативного гальмування, а повноцінна зарядка від мережі (10 кВт) займе 6 годин. За 40 хвилин можна відновити ємність акумулятора за допомогою спеціального зарядного пристрою (100 кВт).
Завдяки своїм габаритам (довжина — 4560 мм, ширина — 1822, висота — 1630) і довгій колісній базі (2830 мм), е6 є досить комфортним. Споряджена маса електромобіля — 2360 кг, мінімальний дорожній просвіт — 138 мм. Спереду і ззаду на BYD e6 встановлена незалежна підвіска з подвійними поперечними важелями і 17-дюймові колісні диски.